# Rugby 7 na Igrzyskach Wspólnoty Narodów 2006
Turniej rugby 7 na Igrzyskach Wspólnoty Narodów 2006 odbył się w Melbourne w dniach 16–17 marca 2006 roku. Areną zmagań mężczyzn był Stadion Docklands.
Rugby siedmioosobowe w programie tych zawodów pojawiło się po raz trzeci.
W zawodach uczestniczyło szesnaście reprezentacji. W pierwszym dniu zespoły podzielone na cztery czterozespołowe grupy rywalizowały systemem kołowym, po czym nastąpiła faza play-off rozegrana drugiego dnia. Dwie najlepsze drużyny z każdej grupy rywalizowały o medale, natomiast pozostała ósemka o Bowl, zespoły, które odpadły w ćwierćfinałach, walczyły zaś o Plate. Podział na grupy nastąpił w październiku 2005 roku według rankingu opartego przede wszystkim o wyniki IRB Sevens World Series sezonu 2004/2005, a także o formę zaprezentowaną w kwalifikacjach do Pucharu Świata 2005 i turniejach regionalnych.
Bezkonkurencyjna po raz trzeci okazała się Nowa Zelandia, która w finale pokonała Anglię 29–21, brąz zaś przypadł Fidżi.

## Podsumowanie

### Klasyfikacja medalowa
| Miejsce | Reprezentacja | Złoto | Srebro | Brąz | Razem |
| ------- | ------------- | ----- | ------ | ---- | ----- |
| 1       | Nowa Zelandia | 1     | 0      | 0    | 1     |
| 2       | Anglia        | 0     | 1      | 0    | 1     |
| 3       | Fidżi         | 0     | 0      | 1    | 1     |
| Razem   | Razem         | 1     | 1      | 1    | 3     |

### Medaliści
| Konkurencja | 1. miejsce    | 2. miejsce | 3. miejsce |
| ----------- | ------------- | ---------- | ---------- |
| Rugby 7     | Nowa Zelandia | Anglia     | Fidżi      |

## Faza grupowa

### Grupa A
| 16 marca 200611:14 | Nowa Zelandia | 35:10 | Walia | Stadion Docklands, Melbourne |
| 16 marca 200611:14 |               | 35:10 |       | Stadion Docklands, Melbourne |

| 16 marca 200611:36 | Kenia | 31:5 | Namibia | Stadion Docklands, Melbourne |
| 16 marca 200611:36 |       | 31:5 |         | Stadion Docklands, Melbourne |

| 16 marca 200614:20 | Nowa Zelandia | 41:7 | Namibia | Stadion Docklands, Melbourne |
| 16 marca 200614:20 |               | 41:7 |         | Stadion Docklands, Melbourne |

| 16 marca 200614:42 | Walia | 33:0 | Kenia | Stadion Docklands, Melbourne |
| 16 marca 200614:42 |       | 33:0 |       | Stadion Docklands, Melbourne |

| 16 marca 200619:50 | Walia | 40:7 | Namibia | Stadion Docklands, Melbourne |
| 16 marca 200619:50 |       | 40:7 |         | Stadion Docklands, Melbourne |

| 16 marca 200621:28 | Nowa Zelandia | 41:0 | Kenia | Stadion Docklands, Melbourne |
| 16 marca 200621:28 |               | 41:0 |       | Stadion Docklands, Melbourne |

### Grupa B
| 16 marca 200610:30 | Fidżi | 31:14 | Kanada | Stadion Docklands, Melbourne |
| 16 marca 200610:30 |       | 31:14 |        | Stadion Docklands, Melbourne |

| 16 marca 200610:52 | Szkocja | 33:5 | Niue | Stadion Docklands, Melbourne |
| 16 marca 200610:52 |         | 33:5 |      | Stadion Docklands, Melbourne |

| 16 marca 200613:36 | Fidżi | 63:0 | Niue | Stadion Docklands, Melbourne |
| 16 marca 200613:36 |       | 63:0 |      | Stadion Docklands, Melbourne |

| 16 marca 200613:58 | Kanada | 10:7 | Szkocja | Stadion Docklands, Melbourne |
| 16 marca 200613:58 |        | 10:7 |         | Stadion Docklands, Melbourne |

| 16 marca 200619:28 | Kanada | 24:7 | Niue | Stadion Docklands, Melbourne |
| 16 marca 200619:28 |        | 24:7 |      | Stadion Docklands, Melbourne |

| 16 marca 200621:06 | Fidżi | 33:7 | Szkocja | Stadion Docklands, Melbourne |
| 16 marca 200621:06 |       | 33:7 |         | Stadion Docklands, Melbourne |

### Grupa C
| 16 marca 200612:52 | Anglia | 35:5 | Wyspy Cooka | Stadion Docklands, Melbourne |
| 16 marca 200612:52 |        | 35:5 |             | Stadion Docklands, Melbourne |

| 16 marca 200613:14 | Australia | 73:0 | Sri Lanka | Stadion Docklands, Melbourne |
| 16 marca 200613:14 |           | 73:0 |           | Stadion Docklands, Melbourne |

| 16 marca 200618:44 | Anglia | 61:0 | Sri Lanka | Stadion Docklands, Melbourne |
| 16 marca 200618:44 |        | 61:0 |           | Stadion Docklands, Melbourne |

| 16 marca 200619:06 | Australia | 28:19 | Wyspy Cooka | Stadion Docklands, Melbourne |
| 16 marca 200619:06 |           | 28:19 |             | Stadion Docklands, Melbourne |

| 16 marca 200620:44 | Wyspy Cooka | 47:0 | Sri Lanka | Stadion Docklands, Melbourne |
| 16 marca 200620:44 |             | 47:0 |           | Stadion Docklands, Melbourne |

| 16 marca 200622:12 | Anglia | 14:12 | Australia | Stadion Docklands, Melbourne |
| 16 marca 200622:12 |        | 14:12 |           | Stadion Docklands, Melbourne |

### Grupa D
| 16 marca 200611:58 | Tonga | 26:19 | Południowa Afryka | Stadion Docklands, Melbourne |
| 16 marca 200611:58 |       | 26:19 |                   | Stadion Docklands, Melbourne |

| 16 marca 200612:20 | Samoa | 31:10 | Uganda | Stadion Docklands, Melbourne |
| 16 marca 200612:20 |       | 31:10 |        | Stadion Docklands, Melbourne |

| 16 marca 200618:00 | Południowa Afryka | 63:7 | Uganda | Stadion Docklands, Melbourne |
| 16 marca 200618:00 |                   | 63:7 |        | Stadion Docklands, Melbourne |

| 16 marca 200618:22 | Samoa | 25:0 | Tonga | Stadion Docklands, Melbourne |
| 16 marca 200618:22 |       | 25:0 |       | Stadion Docklands, Melbourne |

| 16 marca 200620:22 | Uganda | 24:14 | Tonga | Stadion Docklands, Melbourne |
| 16 marca 200620:22 |        | 24:14 |       | Stadion Docklands, Melbourne |

| 16 marca 200621:50 | Południowa Afryka | 12:10 | Samoa | Stadion Docklands, Melbourne |
| 16 marca 200621:50 |                   | 12:10 |       | Stadion Docklands, Melbourne |

## Faza pucharowa

### Cup
|  |                     |                   |                     |                     |    |               |                     |                     |                     |                     |                   |       |       |
|  | Ćwierćfinały        | Ćwierćfinały      | Ćwierćfinały        |                     |    | Półfinały     | Półfinały           | Półfinały           |                     |                     | Finał             | Finał | Finał |
|  | Ćwierćfinały        | Ćwierćfinały      | Ćwierćfinały        |                     |    | Półfinały     | Półfinały           | Półfinały           |                     |                     | Finał             | Finał | Finał |
|  | 17 marca 2006 13:38 |                   |                     |                     |    |               |                     |                     |                     |                     |                   |       |       |
|  |                     |                   |                     |                     |    |               |                     |                     |                     |                     |                   |       |       |
|  | Nowa Zelandia       | Nowa Zelandia     | 24                  |                     |    |               |                     |                     |                     |                     |                   |       |       |
|  | Nowa Zelandia       | Nowa Zelandia     | 24                  | 17 marca 2006 19:28 |    |               |                     |                     |                     |                     |                   |       |       |
|  | Kanada              | Kanada            | 0                   |                     |    |               |                     |                     |                     |                     |                   |       |       |
|  | Kanada              | Kanada            | 0                   |                     |    | Nowa Zelandia | Nowa Zelandia       | 21                  |                     |                     |                   |       |       |
|  | 17 marca 2006 14:00 |                   |                     |                     |    | Nowa Zelandia | Nowa Zelandia       | 21                  |                     |                     |                   |       |       |
|  |                     |                   | Australia           | Australia           | 19 |               |                     |                     |                     |                     |                   |       |       |
|  | Australia           | Australia         | Australia           | Australia           | 19 | 20            |                     |                     |                     |                     |                   |       |       |
|  | Australia           | Australia         |                     |                     |    | 20            | 17 marca 2006 21:52 |                     |                     |                     |                   |       |       |
|  | Południowa Afryka   | Południowa Afryka | 14                  |                     |    |               |                     |                     |                     |                     |                   |       |       |
|  | Południowa Afryka   | Południowa Afryka | 14                  |                     |    | Nowa Zelandia | Nowa Zelandia       | 29                  |                     |                     |                   |       |       |
|  | 17 marca 2006 14:22 |                   |                     |                     |    | Nowa Zelandia | Nowa Zelandia       | 29                  |                     |                     |                   |       |       |
|  |                     |                   | Anglia              | Anglia              | 21 |               |                     |                     |                     |                     |                   |       |       |
|  | Anglia              | Anglia            | Anglia              | Anglia              | 21 | 17            |                     |                     |                     |                     |                   |       |       |
|  | Anglia              | Anglia            | 17 marca 2006 19:50 |                     |    | 17            |                     |                     |                     |                     |                   |       |       |
|  | Samoa               | Samoa             | 14                  |                     |    |               |                     |                     |                     |                     |                   |       |       |
|  | Samoa               | Samoa             | 14                  |                     |    | Anglia        | Anglia              | 21                  | Mecz o 3. miejsce   | Mecz o 3. miejsce   | Mecz o 3. miejsce |       |       |
|  | 17 marca 2006 14:44 |                   |                     |                     |    | Anglia        | Anglia              | 21                  | Mecz o 3. miejsce   | Mecz o 3. miejsce   | Mecz o 3. miejsce |       |       |
|  |                     |                   | Fidżi               | Fidżi               | 14 |               |                     | 17 marca 2006 21:22 | 17 marca 2006 21:22 | 17 marca 2006 21:22 |                   |       |       |
|  | Fidżi               | Fidżi             | Fidżi               | Fidżi               | 14 | 26            |                     | 17 marca 2006 21:22 | 17 marca 2006 21:22 | 17 marca 2006 21:22 |                   |       |       |
|  | Fidżi               | Fidżi             |                     |                     |    |               |                     | Australia           | Australia           | 17                  |                   |       |       |
|  | Walia               | Walia             | 7                   |                     |    |               |                     |                     | Australia           | 17                  |                   |       |       |
|  | Walia               | Walia             | 7                   |                     |    |               |                     | Fidżi               | Fidżi               | 24                  |                   |       |       |
|  |                     |                   |                     |                     |    |               |                     |                     | Fidżi               | 24                  |                   |       |       |

| 17 marca 200613:38 | Nowa Zelandia | 24:0 | Kanada | Stadion Docklands, Melbourne |
| 17 marca 200613:38 |               | 24:0 |        | Stadion Docklands, Melbourne |

| 17 marca 200614:00 | Australia | 20:14 | Południowa Afryka | Stadion Docklands, Melbourne |
| 17 marca 200614:00 |           | 20:14 |                   | Stadion Docklands, Melbourne |

| 17 marca 200614:22 | Anglia | 17:14 | Samoa | Stadion Docklands, Melbourne |
| 17 marca 200614:22 |        | 17:14 |       | Stadion Docklands, Melbourne |

| 17 marca 200614:44 | Fidżi | 26:7 | Walia | Stadion Docklands, Melbourne |
| 17 marca 200614:44 |       | 26:7 |       | Stadion Docklands, Melbourne |

| 17 marca 200619:28 | Nowa Zelandia | 21:19 | Australia | Stadion Docklands, Melbourne |
| 17 marca 200619:28 |               | 21:19 |           | Stadion Docklands, Melbourne |

| 17 marca 200619:50 | Anglia | 21:14 | Fidżi | Stadion Docklands, Melbourne |
| 17 marca 200619:50 |        | 21:14 |       | Stadion Docklands, Melbourne |

| 17 marca 200621:22 | Australia | 17:24 | Fidżi | Stadion Docklands, Melbourne |
| 17 marca 200621:22 |           | 17:24 |       | Stadion Docklands, Melbourne |

| 17 marca 200621:52 | Nowa Zelandia | 29:21 | Anglia | Stadion Docklands, Melbourne |
| 17 marca 200621:52 |               | 29:21 |        | Stadion Docklands, Melbourne |

### Plate
|  |                     |                   |          |                     |    |                   |                   |       |
|  | Półfinał            | Półfinał          | Półfinał |                     |    | Finał             | Finał             | Finał |
|  | Półfinał            | Półfinał          | Półfinał |                     |    | Finał             | Finał             | Finał |
|  | 17 marca 2006 18:44 |                   |          |                     |    |                   |                   |       |
|  |                     |                   |          |                     |    |                   |                   |       |
|  | Południowa Afryka   | Południowa Afryka | 17       |                     |    |                   |                   |       |
|  | Południowa Afryka   | Południowa Afryka | 17       | 17 marca 2006 20:52 |    |                   |                   |       |
|  | Kanada              | Kanada            | 14       |                     |    |                   |                   |       |
|  | Kanada              | Kanada            | 14       |                     |    | Południowa Afryka | Południowa Afryka | 28    |
|  | 17 marca 2006 19:06 |                   |          |                     |    | Południowa Afryka | Południowa Afryka | 28    |
|  |                     |                   | Walia    | Walia               | 29 |                   |                   |       |
|  | Walia               | Walia             | Walia    | Walia               | 29 | 26                |                   |       |
|  | Walia               | Walia             |          |                     |    |                   |                   |       |
|  | Samoa               | Samoa             | 17       |                     |    |                   |                   |       |
|  | Samoa               | Samoa             | 17       |                     |    |                   |                   |       |

| 17 marca 200618:44 | Południowa Afryka | 17:14 | Kanada | Stadion Docklands, Melbourne |
| 17 marca 200618:44 |                   | 17:14 |        | Stadion Docklands, Melbourne |

| 17 marca 200619:06 | Walia | 26:17 | Samoa | Stadion Docklands, Melbourne |
| 17 marca 200619:06 |       | 26:17 |       | Stadion Docklands, Melbourne |

| 17 marca 200620:52 | Południowa Afryka | 28:29 | Walia | Stadion Docklands, Melbourne |
| 17 marca 200620:52 |                   | 28:29 |       | Stadion Docklands, Melbourne |

### Bowl
|  |                     |             |                     |                     |    |          |                     |          |  |  |       |       |       |
|  | Ćwierćfinał         | Ćwierćfinał | Ćwierćfinał         |                     |    | Półfinał | Półfinał            | Półfinał |  |  | Finał | Finał | Finał |
|  | Ćwierćfinał         | Ćwierćfinał | Ćwierćfinał         |                     |    | Półfinał | Półfinał            | Półfinał |  |  | Finał | Finał | Finał |
|  | 17 marca 2006 12:00 |             |                     |                     |    |          |                     |          |  |  |       |       |       |
|  |                     |             |                     |                     |    |          |                     |          |  |  |       |       |       |
|  | Kenia               | Kenia       | 21                  |                     |    |          |                     |          |  |  |       |       |       |
|  | Kenia               | Kenia       | 21                  | 17 marca 2006 18:00 |    |          |                     |          |  |  |       |       |       |
|  | Niue                | Niue        | 5                   |                     |    |          |                     |          |  |  |       |       |       |
|  | Niue                | Niue        | 5                   |                     |    | Kenia    | Kenia               | 29       |  |  |       |       |       |
|  | 17 marca 2006 12:22 |             |                     |                     |    | Kenia    | Kenia               | 29       |  |  |       |       |       |
|  |                     |             | Uganda              | Uganda              | 0  |          |                     |          |  |  |       |       |       |
|  | Uganda              | Uganda      | Uganda              | Uganda              | 0  | 24       |                     |          |  |  |       |       |       |
|  | Uganda              | Uganda      |                     |                     |    | 24       | 17 marca 2006 20:22 |          |  |  |       |       |       |
|  | Sri Lanka           | Sri Lanka   | 12                  |                     |    |          |                     |          |  |  |       |       |       |
|  | Sri Lanka           | Sri Lanka   | 12                  |                     |    | Kenia    | Kenia               | 26       |  |  |       |       |       |
|  | 17 marca 2006 12:44 |             |                     |                     |    | Kenia    | Kenia               | 26       |  |  |       |       |       |
|  |                     |             | Tonga               | Tonga               | 12 |          |                     |          |  |  |       |       |       |
|  | Tonga               | Tonga       | Tonga               | Tonga               | 12 | 31       |                     |          |  |  |       |       |       |
|  | Tonga               | Tonga       | 17 marca 2006 18:22 |                     |    | 31       |                     |          |  |  |       |       |       |
|  | Wyspy Cooka         | Wyspy Cooka | 12                  |                     |    |          |                     |          |  |  |       |       |       |
|  | Wyspy Cooka         | Wyspy Cooka | 12                  |                     |    | Tonga    | Tonga               | 12       |  |  |       |       |       |
|  | 17 marca 2006 13:06 |             |                     |                     |    | Tonga    | Tonga               | 12       |  |  |       |       |       |
|  |                     |             | Szkocja             | Szkocja             | 5  |          |                     |          |  |  |       |       |       |
|  | Szkocja             | Szkocja     | Szkocja             | Szkocja             | 5  | 26       |                     |          |  |  |       |       |       |
|  | Szkocja             | Szkocja     |                     |                     |    |          |                     |          |  |  |       |       |       |
|  | Namibia             | Namibia     | 12                  |                     |    |          |                     |          |  |  |       |       |       |
|  | Namibia             | Namibia     | 12                  |                     |    |          |                     |          |  |  |       |       |       |

| 17 marca 200612:00 | Kenia | 21:5 | Niue | Stadion Docklands, Melbourne |
| 17 marca 200612:00 |       | 21:5 |      | Stadion Docklands, Melbourne |

| 17 marca 200612:22 | Uganda | 24:12 | Sri Lanka | Stadion Docklands, Melbourne |
| 17 marca 200612:22 |        | 24:12 |           | Stadion Docklands, Melbourne |

| 17 marca 200612:44 | Tonga | 31:12 | Wyspy Cooka | Stadion Docklands, Melbourne |
| 17 marca 200612:44 |       | 31:12 |             | Stadion Docklands, Melbourne |

| 17 marca 200613:06 | Szkocja | 26:12 | Namibia | Stadion Docklands, Melbourne |
| 17 marca 200613:06 |         | 26:12 |         | Stadion Docklands, Melbourne |

| 17 marca 200618:00 | Kenia | 29:0 | Uganda | Stadion Docklands, Melbourne |
| 17 marca 200618:00 |       | 29:0 |        | Stadion Docklands, Melbourne |

| 17 marca 200618:22 | Tonga | 12:5 | Szkocja | Stadion Docklands, Melbourne |
| 17 marca 200618:22 |       | 12:5 |         | Stadion Docklands, Melbourne |

| 17 marca 200620:22 | Kenia | 26:12 | Tonga | Stadion Docklands, Melbourne |
| 17 marca 200620:22 |       | 26:12 |       | Stadion Docklands, Melbourne |

## Kolejność końcowa
| Pozycja | Drużyna           |
| ------- | ----------------- |
|         | Nowa Zelandia     |
|         | Anglia            |
|         | Fidżi             |
| 4       | Australia         |
| 5       | Walia             |
| 6       | Południowa Afryka |
| 7       | Kanada            |
| =       | Samoa             |
| 9       | Kenia             |
| 10      | Tonga             |
| 11      | Szkocja           |
| =       | Uganda            |
| 13      | Namibia           |
| =       | Niue              |
| =       | Sri Lanka         |
| =       | Wyspy Cooka       |

## Medaliści
| Konkurencja      | 1. miejsce | 2. miejsce | 3. miejsce |
| ---------------- | --- | --- | --- |
| Turniej mężczyzn | Nowa ZelandiaJoshua Blackie Alando Soakai Tanerau Latimer Onosaʻi Tololima-Auvaʻa Amasio Valence Liam Messam Tamati Ellison Tafai Ioasa Nigel Hunt Cory Jane Lote Raikabula Sosene Anesi | AngliaMagnus Lund Benjamin Russell David Seymour Nils Mordt Henry Paul Richard Haughton Thomas Varndell Andrew Vilk Danny Care Ben Gollings Simon Amor Mathew Tait | FidżiApolosi Satala Ratu Mataluvu Ratu Saukawa Sireli Naqelevuki Viliame Satala Waisale Serevi Jone Daunivucu Norman Ligairi Neumi Nanuku Filimone Bolavucu Lepani Nabuliwaqa William Ryder |